# Kerk van Onze-Lieve-Vrouw Onbevlekt Ontvangen (Delft)
De kerk van Onze Lieve Vrouw Onbevlekt Ontvangen was een rooms-katholieke parochiekerk uit 1966, gelegen in de Indische buurt in de plaats Delft, in de Nederlandse provincie Zuid-Holland. De kerk is ook bekend als de OLVOO of de Onze Lieve Vrouwekerk.
Ze is gewijd aan de onbevlekte ontvangenis van Maria.

## Geschiedenis
Dit gebouw aan de Arubastraat had een voorloper aan de Ternatestraat, in dezelfde wijk. In de jaren dertig lag deze wijk, zo net buiten de singel, behoorlijk geïsoleerd van de rest van de stad. Veel huizen stonden er niet. Enkel de straatjes van de Indische buurt en verder nog wat oudere bebouwing langs de Oostsingel en de Brasserskade. Dit wijkje viel onder de parochie van de Hippolytuskerk in de binnenstad. De toenmalige pastoor vond het in 1931 verstandig om hier een kleine bijkerk te bouwen. Met de paters van het Heilig Hart werd afgesproken dat zij voor een priester zouden zorgen, een belofte die ze tot 1995 hebben weten vol te houden. In 1934 was de kerk aan de Ternatestraat voltooid. In 1949 werd het een zelfstandige parochie. De wijk werd echter verder uitgebreid. En nadat in 1960 de Bomenwijk en de Schildersbuurt aan het parochiegebied werden toegevoegd was het kerkje te klein. In 1962 wordt besloten tot nieuwbouw aan de Arubastraat. In 1966 was dit gebouw voltooid.

## De parochieschool
Zoals niet ongebruikelijk was, was er ook een parochieschool verbonden aan de Onze Lieve Vrouwekerk, de in 1932 opgerichte Mariaschool. In 1950 werd er ook een katholieke kleuterschool opgericht. Die heette aanvankelijk de Maria Gorettischool, genoemd naar Maria Goretti. Toen in 1961 een nieuw pand betrokken werd veranderde de naam in Bernadette Kleuterschool, ter nagedachtenis aan Bernadette Soubirous. In 1983 brandde het houten schoolgebouw van de Mariaschool volledig af. Er kwam een modern gebouw voor in de plaats, dat aan de Bernadette Kleuterschool werd vastgebouwd. De twee scholen werden samengevoegd tot de Bernadette-Mariaschool.
Na 1963 was de school formeel geen parochieschool meer, maar de band tussen school en kerk is tot de sluiting van de laatste in 2008 gebleven.

## Sluiting en sloop van de kerk
De parochie was nooit erg groot, maar als gevolg van de voortschrijdende secularisatie werd ze net als de andere Delftse parochies te klein om zelfstandig voort te blijven bestaan. Het kerkgebouw was overbodig geworden. Bij de oprichting de Sint Ursulaparochie in 2008, waarin alle Delftse katholieke parochiekerken werden ondergebracht, werd besloten om het gebouw te sluiten. Op 23 november 2008, de laatste zondag voor de advent, werd de kerk aan de eredienst onttrokken. Na de sluiting is de kerk gesloopt en zijn er woningen gebouwd op de plaats waar zij ooit stond.

### Herbestemming inventaris
Na de sluiting moest er een bestemming worden gezocht voor de inventaris. Een gedeelte is overgebracht naar de andere parochiekerken in Delft. Zo is de kruisweg naar de Adelbertkerk gegaan, en het beeld van Sint-Cornelius staat nu in de Maria van Jessekerk. Het tabernakel en de kazuifels zijn naar een nieuwgebouwde kerk in Kameroen gegaan.
Sint-Adelbertkerk · 
Kerk van het Allerheiligst Sacrament · 
Pastoor van Arskerk · 
Bethlehemkerk · 
Sint-Corneliuskapel · 
De Deur · 
H.H. Franciscus en Clarakerk · 
Génestetkerk · 
Sint-Hippolytuskapel · 
Sint-Hippolytuskerk · 
Hofkerk · 
Immanuëlkerk · 
Levend Water · 
Lutherse kerk · 
Maranathakerk · 
Maria van Jessekerk · 
Maria en Ursulakerk · 
Marcuskerk · 
Nieuwe Kerk · 
O.L.V. Onbevlekt Ontvangen · 
Ontmoetingskerk · 
Oosterkerk · 
Oude Kerk · 
Plaats van Samenkomst · 
Sint-Stanislaskapel · 
Vierhovenkerk · 
Waalse kerk · 
Westerkerk · 
Zuiderkerk